# 圣艾蒂安欧唐普勒
圣艾蒂安欧唐普勒（法語：Saint-Étienne-au-Temple，法語發音：[sɛ̃.t‿etjɛn o tɑ̃pl]），法国东北部市镇，位于大东部大区马恩省，隶属于香槟沙隆区，其市镇面积为11.94平方公里，2022年1月1日时人口数量为786人，在法国城市中排名第11,585位。
圣艾蒂安欧唐普勒位于马恩省中部，A4高速公路经过其附近并设有出入口连接市区。

## 地名来源
根据当地官方网站的论述，“圣艾蒂安”最初于公元12世纪时以“Stephanus”的形式被记载，该名称可能出自天主教人物圣斯德望。“Temple”则可能与当地历史上的圣殿骑士团教堂有关。
因“圣艾蒂安”和“唐普勒”均有宗教含义，当地官方名称在法国大革命期间被更为“Mont sur Vesle”。

## 历史
圣艾蒂安欧唐普勒的早期历史尚不清楚。公元12世纪初，香槟地区的贵族雨果·德·帕英创立了圣殿骑士团，圣艾蒂安境内的首个骑士团教堂于1130年建成。法国大革命后，圣艾蒂安欧唐普勒成为马恩省的一个市镇。第一次世界大战期间，圣艾蒂安欧唐普勒曾遭到严重破坏。1977年，途径圣艾蒂安欧唐普勒的A4高速公路建成通车。

## 地理

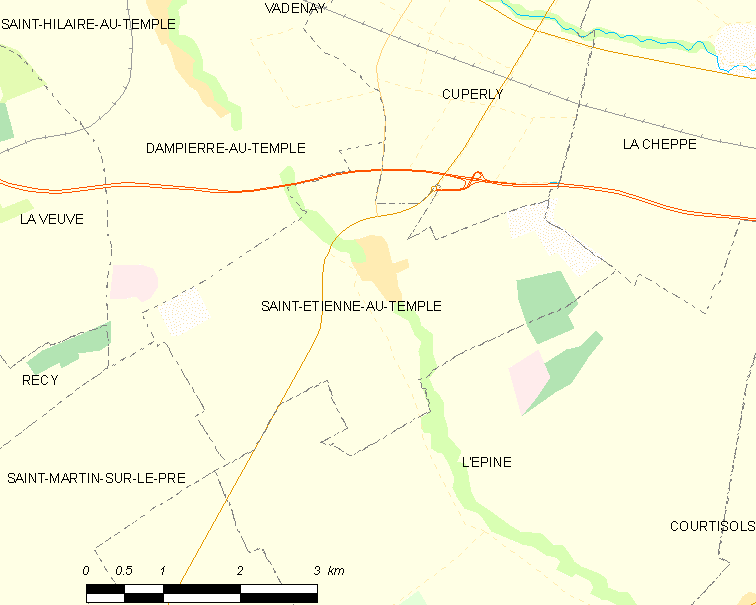
圣艾蒂安欧唐普勒市镇范围地图

圣艾蒂安欧唐普勒位于法国东北部，大东部大区西部和马恩省中部，距离省会香槟沙隆大约9公里。与圣艾蒂安欧唐普勒接壤的市镇包括：屈佩尔利、拉谢普、当皮埃尔欧唐普勒、圣马丹叙勒普雷和莱皮讷。

### 地形
圣艾蒂安欧唐普勒位于香槟腹地，境内以平原为主，市镇中心地势较为平坦，全境海拔在121到151米之间。

### 水文
圣艾蒂安欧唐普勒位于塞纳河流域范围内，韦勒河自东南向西北流经镇中心。

### 植被
圣艾蒂安欧唐普勒属于温带阔叶混交林区，林地多分布于河流附近。
在鲜花城市的评比中，圣艾蒂安欧唐普勒暂未被评级。

### 气候
圣艾蒂安欧唐普勒在柯本气候分类法中属于带有大陆性特征的温带海洋性气候。

## 行政区划
圣艾蒂安欧唐普勒的市镇编号为51476，邮政编号为51460。
在行政管理方面，圣艾蒂安欧唐普勒隶属于法国大东部大区马恩省香槟沙隆区；在地方选举方面，圣艾蒂安欧唐普勒隶属于香槟沙隆第三县，其市镇范围全境被划入马恩省第四选区；在社会管理方面，圣艾蒂安欧唐普勒是香槟沙隆城市圈公共社区的组成部分。
截至2023年4月，圣艾蒂安欧唐普勒市镇范围内暂无任何城市敏感街区及城市政策优先街区。
法国国家统计与经济研究所（简称）在进行数据统计时，未将圣艾蒂安欧唐普勒划入任何城市核心区（Unité urbaine），将包括圣艾蒂安欧唐普勒在内的周边共66个市镇划为香槟沙隆城市区。自2020年起，香槟沙隆城市区被包含97个市镇的香槟沙隆城市辐射区代替。此外，还将圣艾蒂安欧唐普勒市镇整体看作一个“块区”（IRIS），以便于统计人口分布情况。

## 交通

### 公路
A4高速公路经过圣艾蒂安欧唐普勒市区北部，通过25号出入口连接市区，此外还有马恩省省道D208线和D977线在圣艾蒂安欧唐普勒境内交汇。
2019年，94.5%的圣艾蒂安欧唐普勒家庭拥有至少一辆私人汽车。2017年，圣艾蒂安欧唐普勒境内共发生各类交通事故1起，造成1人遇难。
| 25 | 1.6 |

| 香槟沙隆 | 9 |

| 兰斯 | 47 |

| 圣默努 | 39 |

### 铁路
距离圣艾蒂安欧唐普勒最近的运营中的客运铁路车站为10公里外的香槟地区沙隆站，该停靠往返于巴黎和圣迪济耶一线的区域列车，以及前往兰斯、南锡、第戎等方向的列车。

### 航空
距离圣艾蒂安欧唐普勒最近的民用航空站为35公里外的巴黎-瓦特里机场。

### 城市公共交通
圣艾蒂安欧唐普勒是香槟沙隆城市公共交通（商业名称为）的服务范围，后者是香槟沙隆城市圈公共社区的城市公共交通系统。截至2023年4月，该系统共包括二十余条公交线路，其中郊区公交C线和120路经过圣艾蒂安欧唐普勒。

## 政治

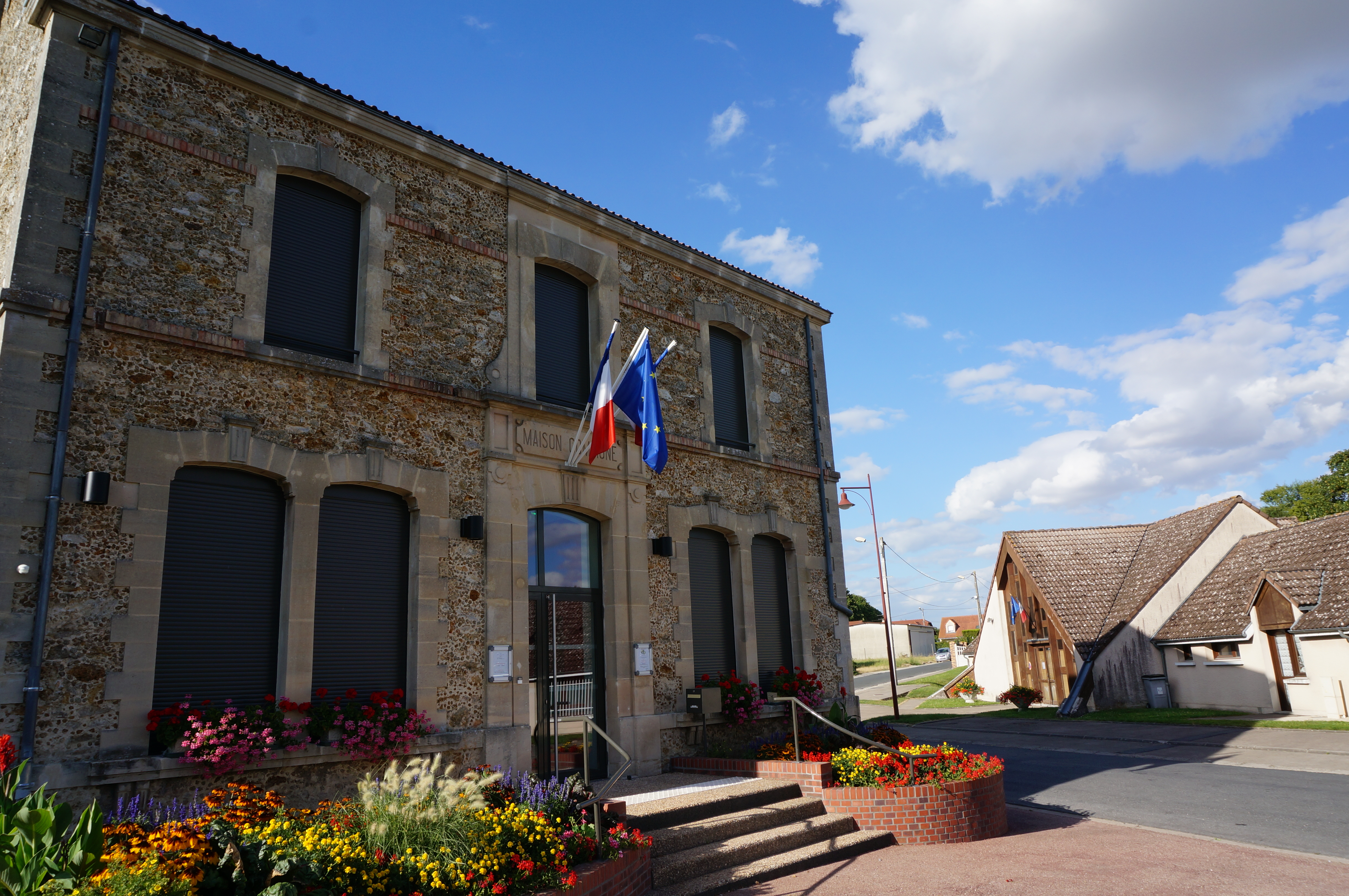
圣艾蒂安欧唐普勒市政厅

圣艾蒂安欧唐普勒的现任市长为索菲·苏力克女士（Sophie SZULIK），她是一名无党派人士，在2020年的市政选举中获得了100%的支持率（无其他候选人）。
在2022年的法国总统大选中，法国第25任总统埃马纽埃尔·马克龙在圣艾蒂安欧唐普勒获得了55.42%的支持率。

## 人口
2019年，圣艾蒂安欧唐普勒市镇人口数量为819，在法国排名第11,585位。其中男性390人，女性429人，75岁及以上人口占5.1%，外籍人口数量为3人，人口密度为69人/平方公里，当地居民被称为（男性）或（女性）。2020年，圣艾蒂安欧唐普勒境内出生4人，死亡人口2人。
| 圣艾蒂安欧唐普勒1901年－2020年人口变化情况 |
|                                            |
| 数据来源：Cassini、INSEE                   |

## 经济
截止2023年4月，圣艾蒂安欧唐普勒市镇范围内共有各类用人单位（包含自雇）84家。

## 财政与居民收入
2021年，圣艾蒂安欧唐普勒的财政收入总额为449,340欧元，财政支出总额为375,690欧元，当年的债务总额为621,800欧元。2021年，圣艾蒂安欧唐普勒市镇通过增值税获得11,170欧元的收入。
2020年，圣艾蒂安欧唐普勒的人均月收入总额为3,115欧元，高于法国平均水平（2,303欧元）。
2019年，圣艾蒂安欧唐普勒境内青壮年（15至64岁）失业率为3.4%；当地71.3%的家庭拥有纳税资格，平均纳税2,964欧元，低于法国平均水平（3,910欧元）。

## 社会事务

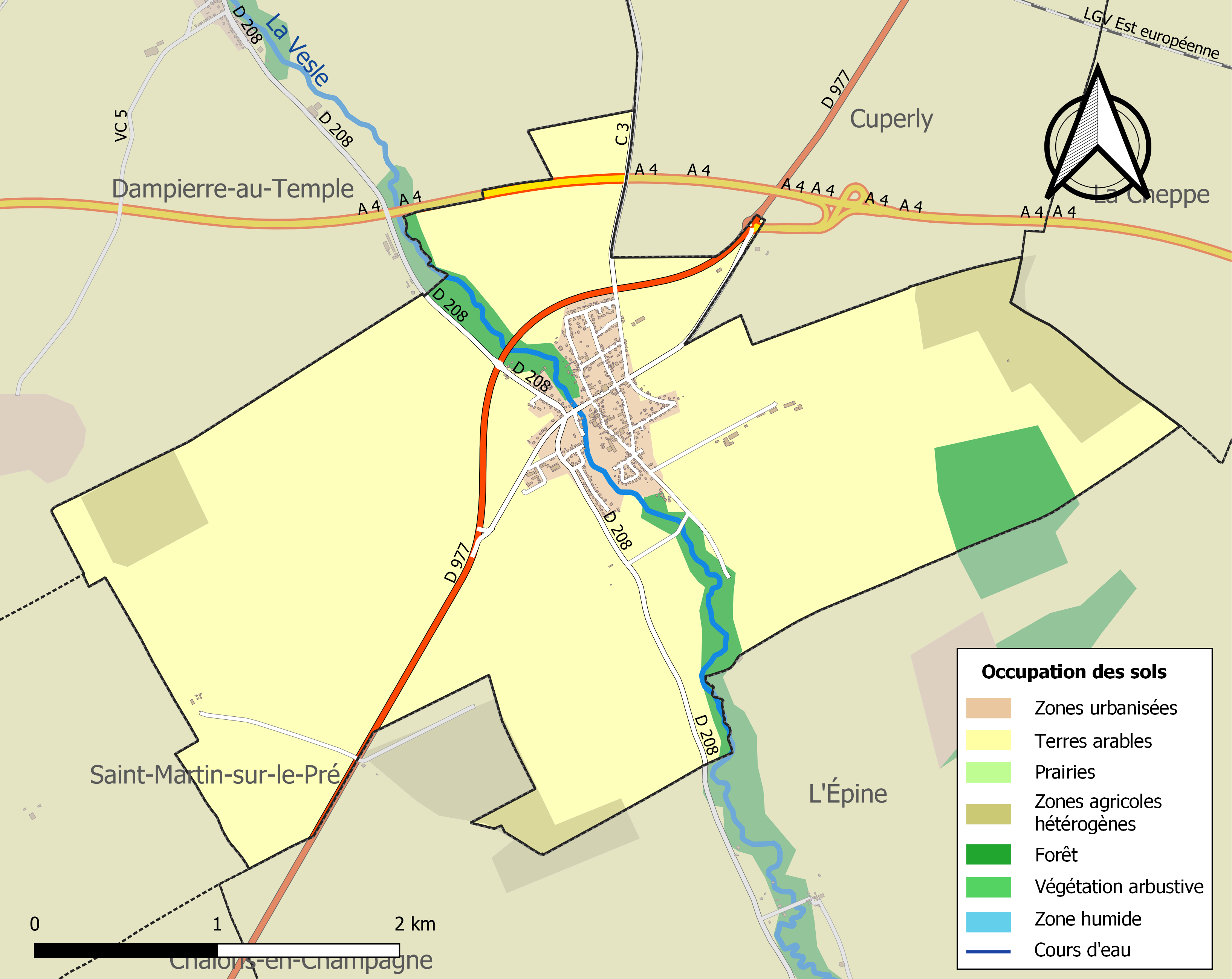
圣艾蒂安欧唐普勒土地利用情况地图

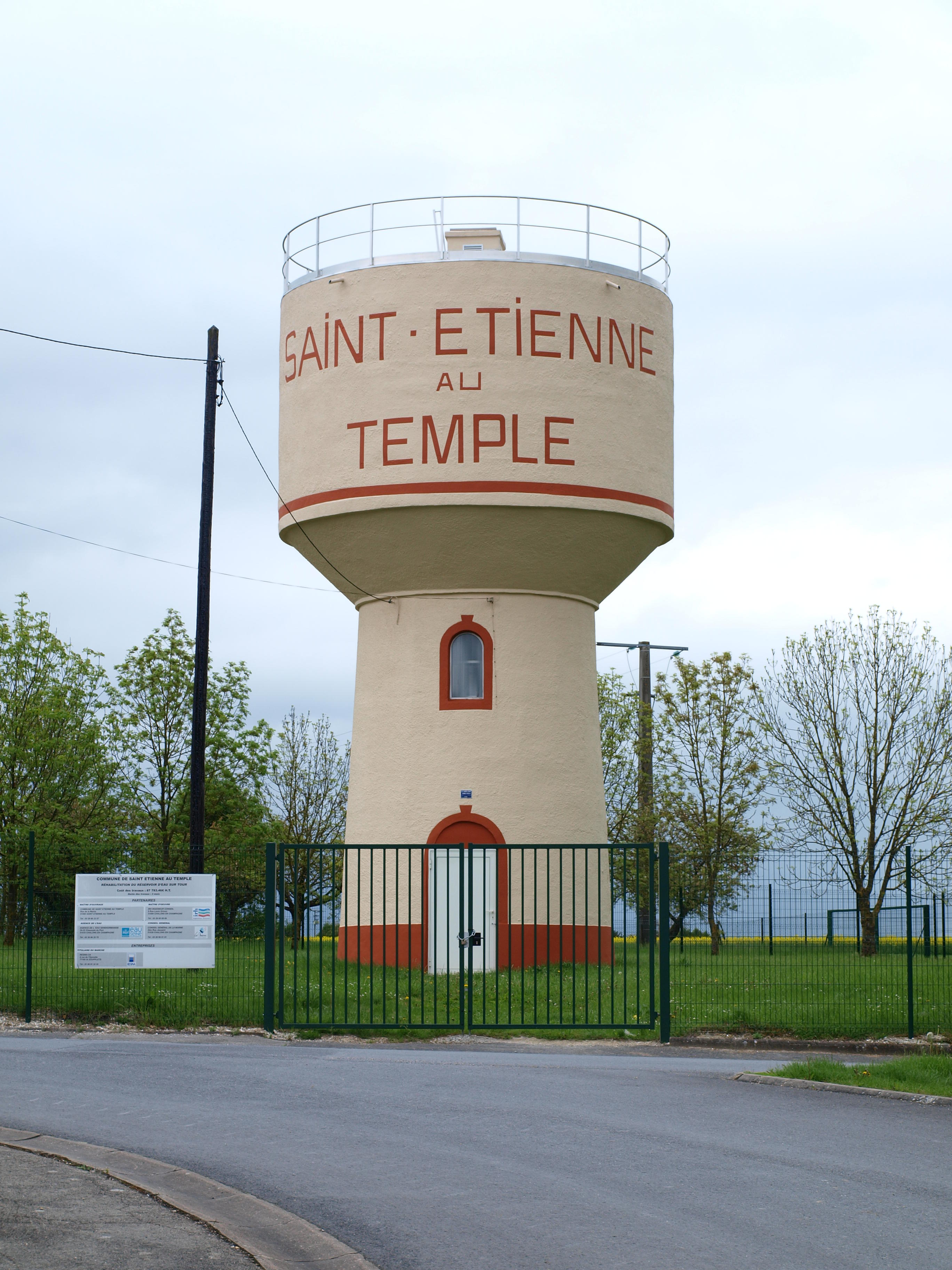
水塔

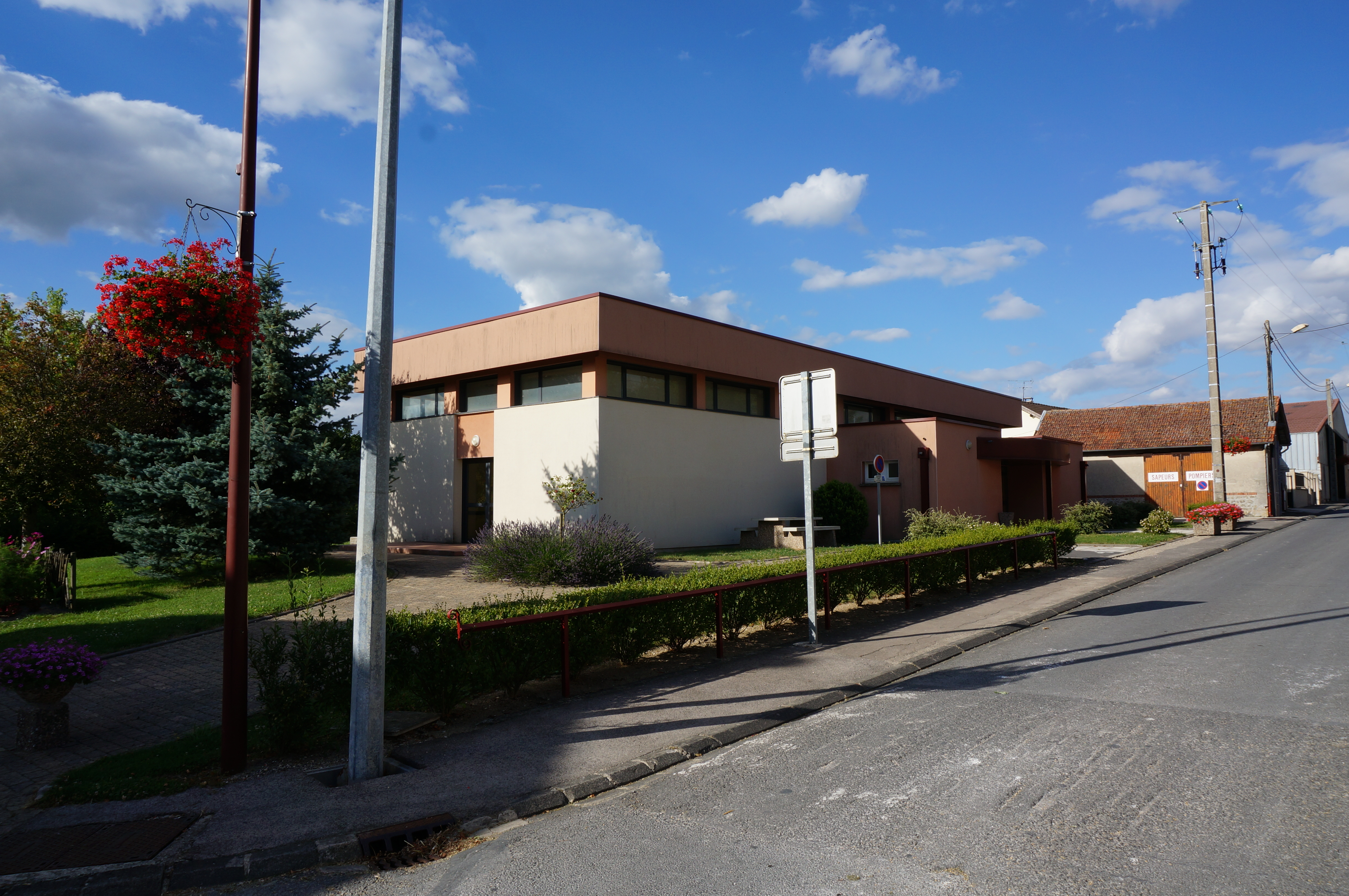
消防队

### 教育
圣艾蒂安欧唐普勒属于兰斯学区。截止2021年1月1日，圣艾蒂安欧唐普勒境内有1所小学。

### 医疗
截止2021年1月1日，圣艾蒂安欧唐普勒境内暂无任何医疗机构及从业人员。
距离圣艾蒂安欧唐普勒最近的区域性医疗机构为香槟沙隆中心医院（Centre Hospitalier de Châlons-en-Champagne），其主病区“莱昂·布尔茹瓦中心医院”（Centre hospitalier Léon Bourgeois）位于香槟沙隆镇中心，距离圣艾蒂安欧唐普勒市区的正常车程大约10分钟，该院设有床位351个，是当地规模最大的公立综合性医院。

### 住房
2019年，圣艾蒂安欧唐普勒境内共有各类住房309套，其中96.8%为独立式居民区，2.9%为集中式居民区。常住房屋占圣艾蒂安欧唐普勒市镇范围内居民建筑总量的96.4%。
在住房保障政策方面，2021年，圣艾蒂安欧唐普勒境内共有7户家庭获得了住房经济补助，受益人数占总人口数量的0.9%，其中6份为房租补助。

### 商业
2021年，圣艾蒂安欧唐普勒境内共有各类实体商铺6家，其中电工维修店1家。

### 体育
2021年，圣艾蒂安欧唐普勒境内共有1处网球场以及1处足球或橄榄球场。
截至2023年4月，圣艾蒂安欧唐普勒境内暂无任何家注册足球俱乐部。

### 环境
圣艾蒂安欧唐普勒的环境事务由其所属的香槟沙隆城市圈公共社区联合各级政府协调负责。2021年，圣艾蒂安欧唐普勒境内暂无污染企业。

### 治安
圣艾蒂安欧唐普勒及其附近的共132个市镇是香槟沙隆国家宪兵队（zone gendarmerie de Châlons-en-Champagne）的管辖范围。2020年，该宪兵队累计记录各类案件1,478起，其中盗窃类案件685起，经济类案件234起，毒品交易类案件51起。

## 文化

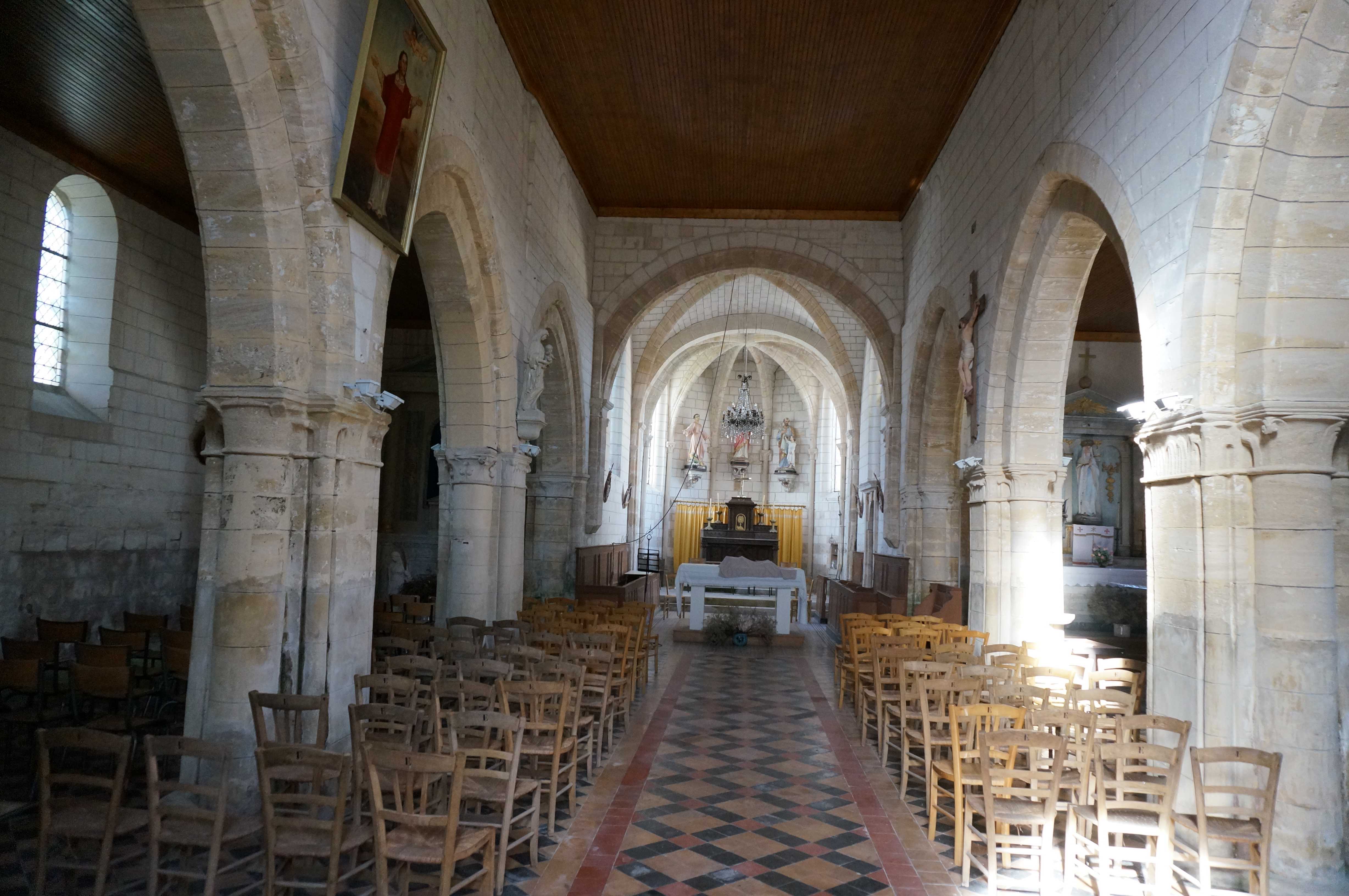
教堂大厅

2021年，圣艾蒂安欧唐普勒境内暂无任何文化设施。圣艾蒂安欧唐普勒境内建有一处图书收集箱。

### 建筑
圣艾蒂安欧唐普勒境内有多处历史建筑，其中镇中心的圣斯德望教堂（是当地的地标性建筑物。

### 旅游
圣艾蒂安欧唐普勒的旅游事务由其所属的香槟沙隆城市圈公共社区负责。2022年，圣艾蒂安欧唐普勒境内暂无任何游客接待设施。

### 媒体
法国主要的媒体均可在圣艾蒂安欧唐普勒接收，法国电视三台下属的大东部大区频道在部分时段播出圣艾蒂安欧唐普勒所在马恩省的地方新闻。《联合报》、香槟广播、蓝色法兰西香槟-阿登广播等是当地主要的地方性媒体。

## 友好城市
截至2023年4月，圣艾蒂安欧唐普勒暂未建立任何友好城市关系。